# ماينكرافت ليجيندز
ماينكرافت ليجيندز هي لعبة إستراتيجية/أكشن تم تطويرها بواسطة أستوديوهات موجانغ وبلاك بيرد أنترأكتف. متوفرة على عدة منصات وهي: ويندوز، وإكس بوكس ون، وإكس بوكس سيريس إكس/إس، وبلاي ستيشن 4، وبلاي ستيشن 5، ونينتندو سويتش. تاريخ صدورها هو 18 أبريل 2023م، تدعم اللعبة 25 لغة، ومن بينها العربية.

## الإصدار
أُعلِن عن اللعبة في مقطع دعائي على قناة ماينكرافت على اليوتيوب في 12 يونيو 2022، مع إصدار مُخطّط عام 2023م.